# 1972 (filme)
1972 é um filme brasileiro, do gênero romance, lançado em 2006 e dirigido por José Emilio Rondeau. Passa-se no período da ditadura militar e tem como pano de fundo o cenário musical daquela década.

## Elenco
- Dandara Guerra
- Rafael Rocha
- Lúcio Mauro Filho
- Tony Tornado
- Dudu Azevedo
- Louise Cardoso
- Hylka Maria
- Fábio Azevedo
- Felipe Rocha

## Prêmios e indicações
O filme foi selecionado pelo Festival SESC Melhores Filmes 2008 e foi escolhido por internautas o melhor longa de ficção do Festival do Rio 2006: Première Brasil.
A trilha sonora incidental, de Renato Ladeira e Cláudio Araújo, foi vencedora do Prêmio Contigo! de Cinema Nacional 2007.

## Trilha sonora
A trilha sonora do filme mescla artistas da década de 1970 que ficaram mais conhecidos com artistas menos conhecidos, mas não por isso de menor qualidade ou relevância, e foi dito pela crítica que "todos esses últimos já valem a aquisição do CD".
A banda brasileira da década de 1970 A Bolha se reuniu depois de décadas de inatividade para gravar canções especialmente para a trilha do filme, e alguns atores interpretam os músicos da banda em cenas do filme.
Uma das canções, "As Cheias do Luar", composta ainda em 1972 por Claudio Araújo e Pedro Figueiredo, integrantes da banda Faia, foi creditada à fictícia banda Vide Bula, interpretada por atores do filme, e cujos músicos de estúdio reais eram Arnaldo Brandão (baixo e teclado), Cláudio Araújo (guitarra, violino e viola) e Gustavo Schroeter (bateria).
Faixas:
1. É Só Curtir - A Bolha
2. Do Zero Adiante - Karma
3. Hoje Ainda é Dia de Rock - Sá, Rodrix e Guarabyra
4. Guanabara - Dom Salvador & Abolição
5. Pêndulo - Egberto Gismonti
6. Miragem - Os Lobos
7. Potato Fields - Soma
8. Baby - Gal Costa & Caetano Veloso
9. Oriente - Gilberto Gil
10. Tão Longe de Mim - Os Brazões
11. Não Fale com Paredes - Módulo 1000
12. Impossível Acreditar que Perdi Você - Márcio Greyck
13. Acabou Chorare - Novos Baianos
14. As Cheias do Luar - Vide Bula
15. Sem Nada - A Bolha
16. Hoje é o Primeiro Dia do Resto da Sua Vida - Rita Lee
17. Back in Bahia - Gilberto Gil
18. Podes Crer, Amizade - Toni Tornado